# Lurøy
Lurøy è un comune norvegese della contea di Nordland.